# Fissidentalium serrulatum
Fissidentalium serrulatum är en blötdjursart som först beskrevs av E.A. Smith 1906.  Fissidentalium serrulatum ingår i släktet Fissidentalium och familjen Dentaliidae. Inga underarter finns listade i Catalogue of Life.